# Richard Lamb
Richard Fatty Lamb (Melbourne, 26 de desembre de 1907 - 1974) va ser un ciclista australià que competí en carretera i en pista.

## Palmarès en ruta
- 1929
  - 1r a la Great Austral Wheelrace
- 1930
  -  Campió d'Austràlia en ruta
- 1932
  -  Campió d'Austràlia en ruta
- 1933
  - 1r a la Volta a Tasmània i vencedor de 3 etapes
- 1934
  - 1r a la Volta a Tasmània i vencedor de 3 etapes

### Resultats al Tour de França
- 1931. 35è de la classificació general (fanalet vermell)

## Palmarès en pista
- 1932
  - 1r als Sis dies de Brisbane (amb Jack Standen)